# Mladá tvorba
Mladá tvorba byl literární časopis mladé generace na Slovensku v letech 1956 až 1970, vydávaný Svazem slovenských spisovatelů. Původně se jednalo o časopis slovenského ÚV Československého svazu mládeže (SÚV ČSM) pro školy III. stupně (vedle celé řady dalších slovenských svazáckých časopisů jako «Hlas mladých», «Tribúna mladých», «Horehronie», «Rozhľady», «Prerod», «Slovo mladých», «Zprávy SSM» a svazáckého tiskového orgánu «Smena»), který vycházel už v letech 1947-1951. Od roku 1966 vycházelo jen 10 čísel ročně. Šéfredaktory byli M. Ferko (1956–1960), P. Koyš (1960–1961), Miroslav Válek (1962–1966), Peter Hrivnák (1966–1967) a J. Buzássy (1967–1970). Z přispěvatelů se vytvořily skupiny mladých redaktorů, například skupina prozaiků nazývaná „Generace 1956“ nebo „Generace Mladé tvorby“, dále tzv. „Trnavská skupina konkretistů“ a jiné. Vydávání časopisu musel Svaz slovenských spisovatelů roku 1970 v rámci tzv. normalizace zastavil.